# Przodownik pracy

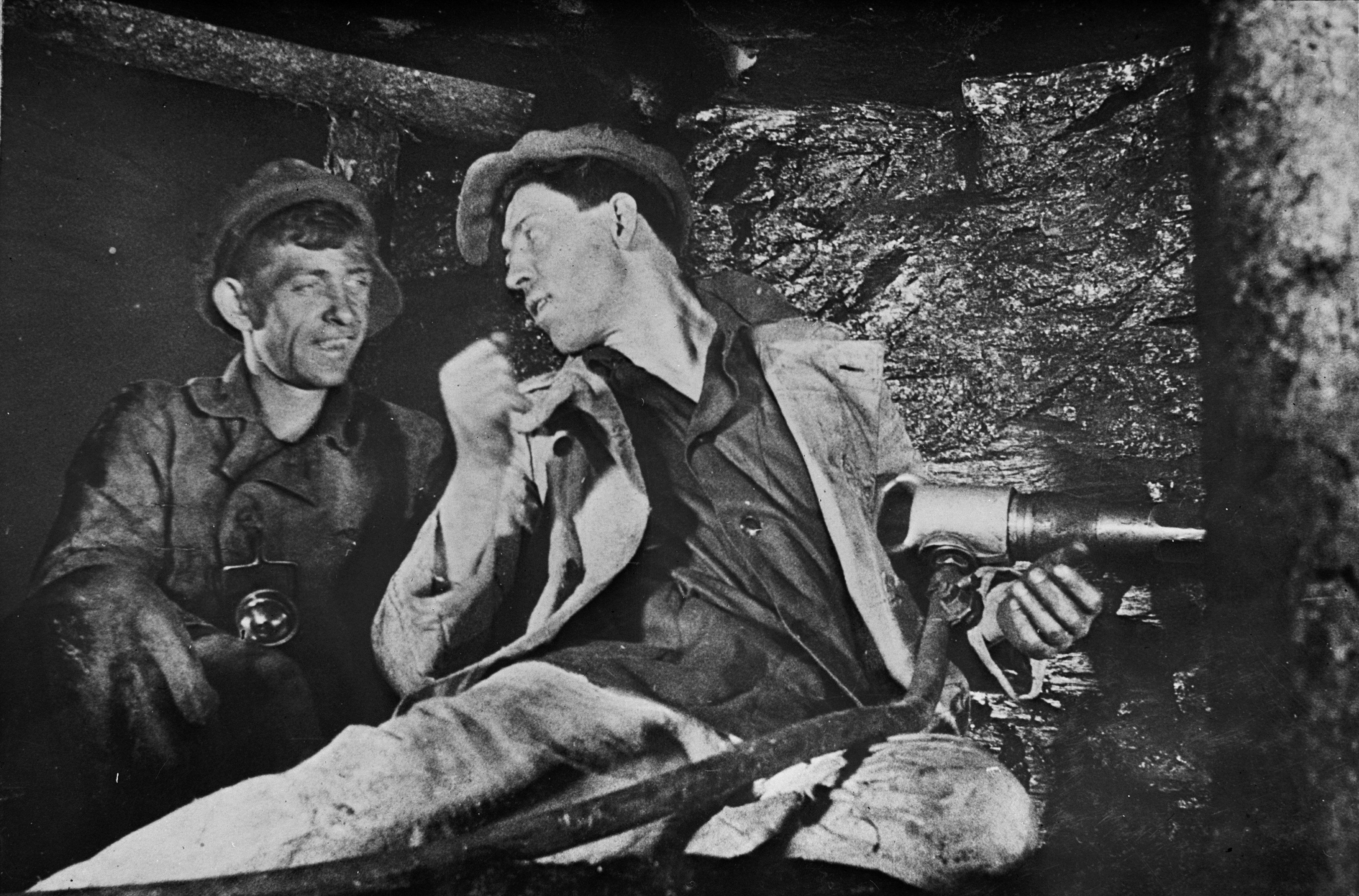
Aleksiej Stachanow – radziecki pierwowzór przodownika pracy

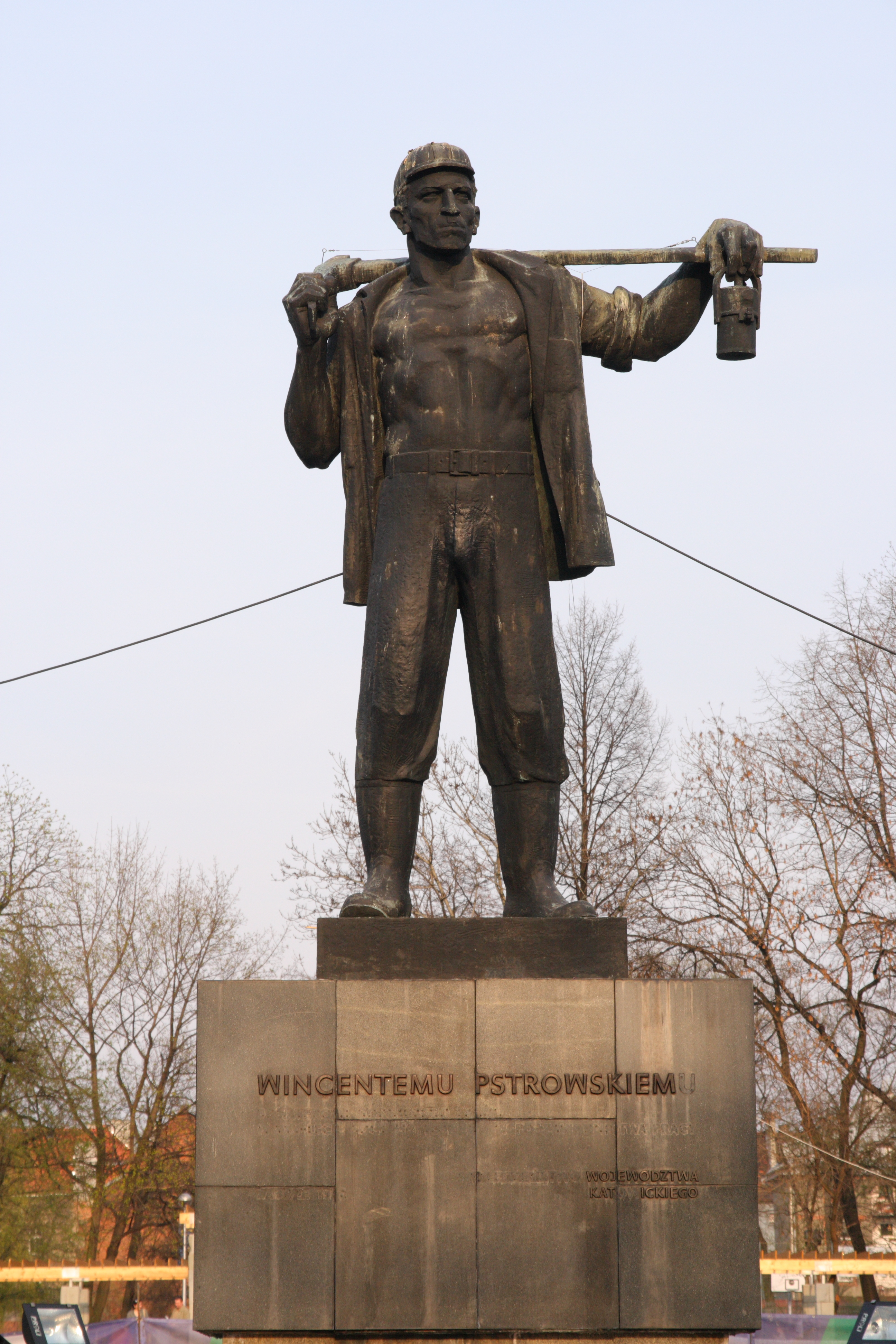
Pomnik przodownika pracy Wincentego Pstrowskiego w Zabrzu

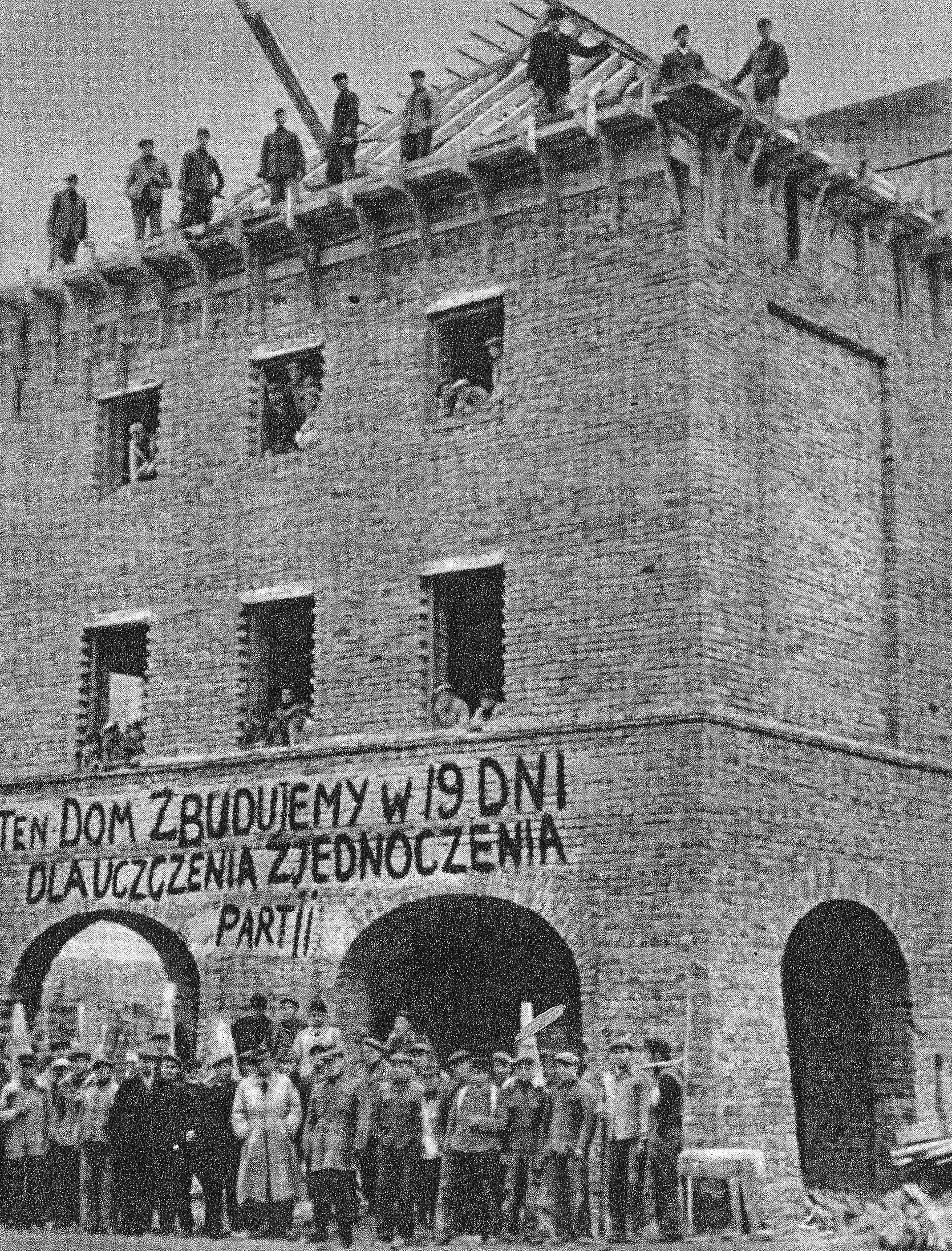
Dom na warszawskim osiedlu Mariensztat wzniesiony w 1949 w ciągu 19 dni

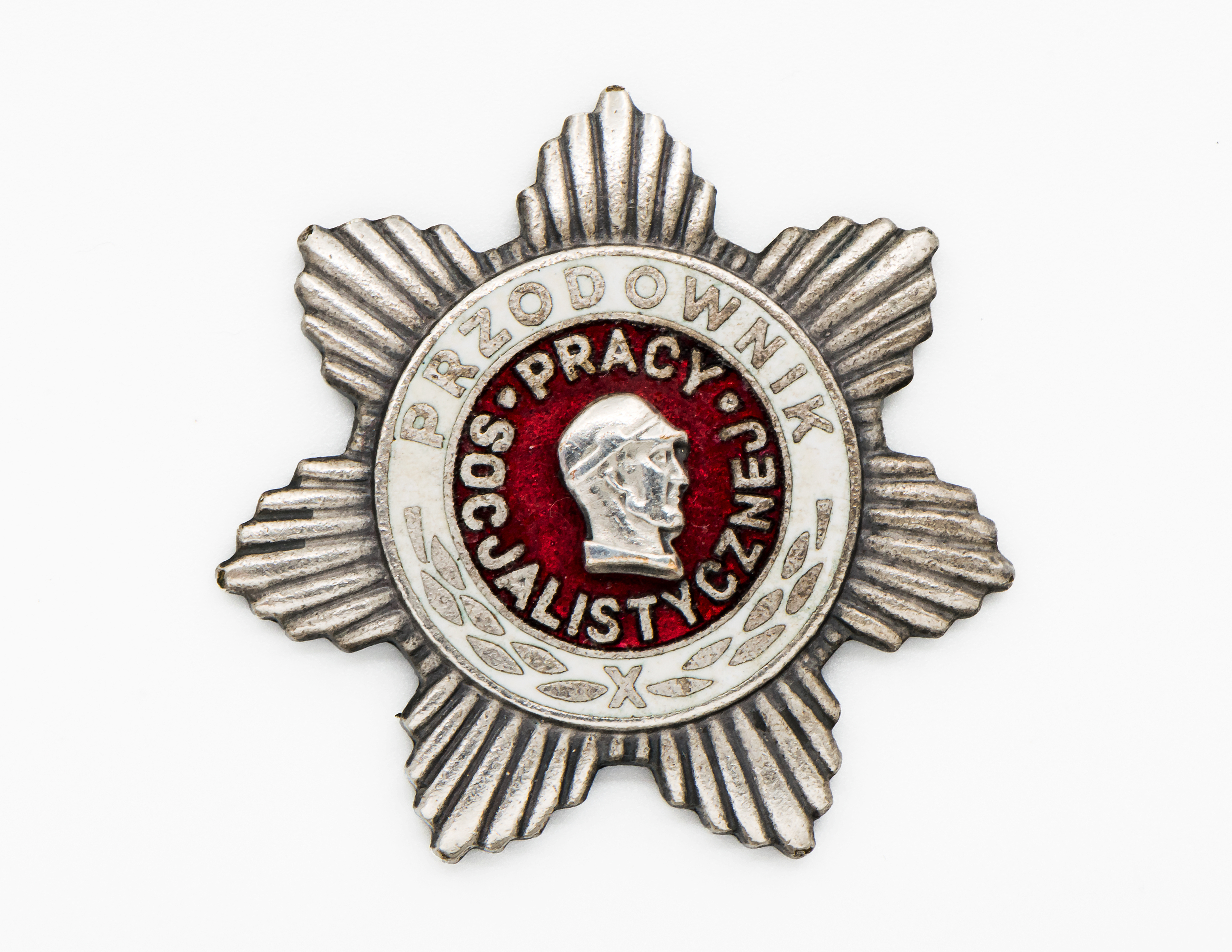
Odznaka „Przodownik Pracy Socjalistycznej”

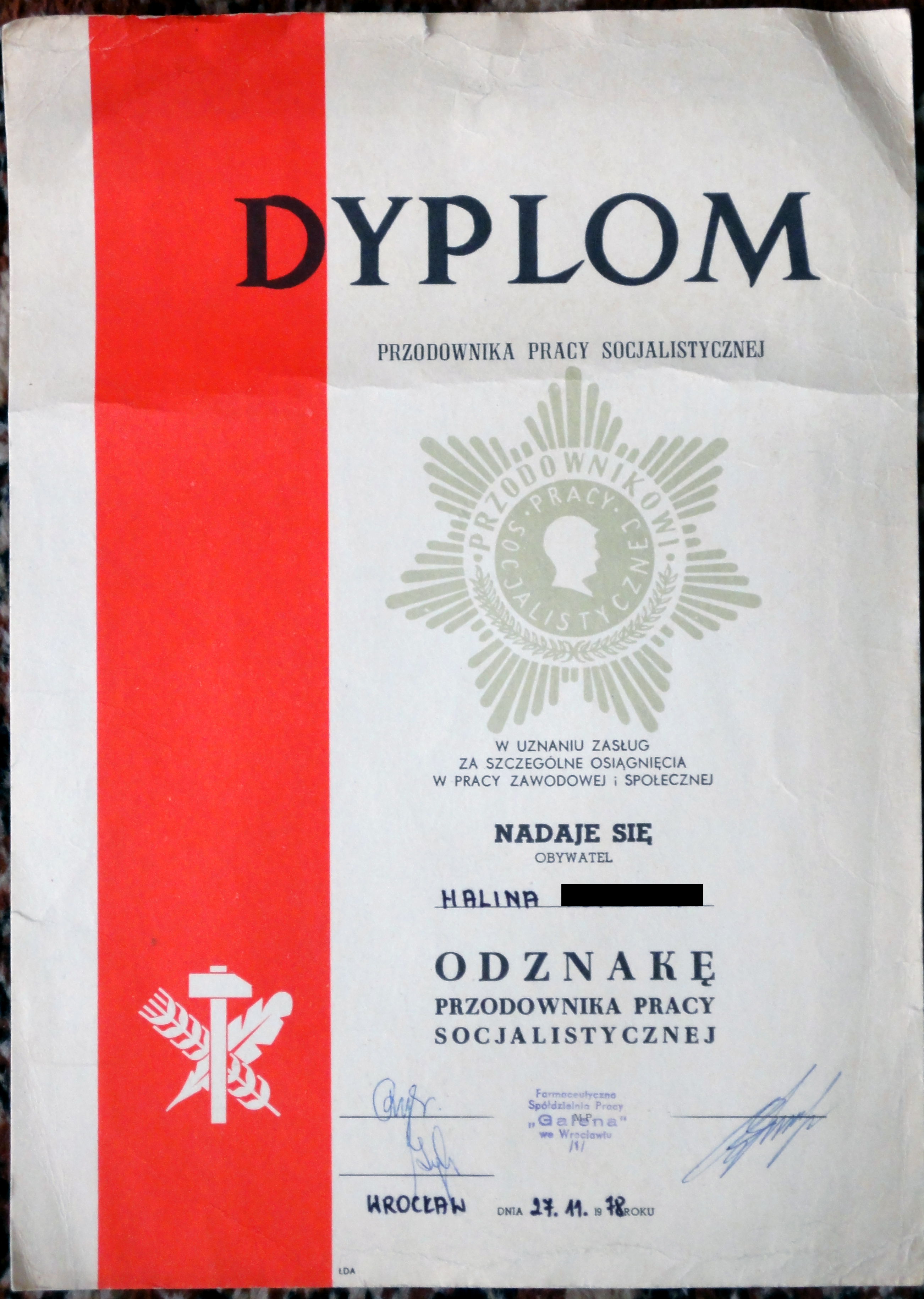
Dyplom nadania Odznaki „Przodownika Pracy Socjalistycznej” z 1978

Przodownik pracy (potocznie: stachanowiec, ros. ударник – udarnik) – tytuł przyznawany w państwach bloku wschodniego pracownikom, którzy znacznie przekroczyli normy pracy przewidziane do wykonania. Konsekwencjami było podnoszenie norm pracy dla wszystkich pracowników bez podnoszenia wynagrodzeń za pracę.

## Historia
Początkowo pojęcie to przede wszystkim dotyczyło pracowników fizycznych, później je znacznie rozszerzono i taki tytuł mógł otrzymać inżynier często zgłaszający wnioski racjonalizatorskie (przodownik racjonalizacji), rolnik wprowadzający jako pierwszy w okolicy mechanizację i stawiający na produkcję wielkotowarową (przodownik mechanizacji).
Indywidualne współzawodnictwo pracy szybko rozciągnięto na poszczególne brygady i zmiany w jednym zakładzie, w obrębie jednostek terytorialnych, a nawet całego kraju. Aby można było porównywać osiągnięcia operowano procentami normy. W Polsce po październiku 1956 przodownictwo pracy przestano nadmiernie eksponować, chociaż w poszczególnych zakładach odgrywało ważną rolę chociażby jako wskaźnik wydajności i zaangażowania.
Wprowadzając do Polski współzawodnictwo pracy oraz tytuły przodowników, wzorowano się na radzieckich doświadczeniach, gdzie odpowiednikiem polskiego przodownika pracy był stachanowiec. Termin ten, początkowo używany także w Polsce, wywodzi się od Aleksieja Stachanowa, górnika z Zagłębia Donieckiego, prekursora ruchu stachanowskiego. Wyścig pracy polegał na kilku- lub nawet kilkunastokrotnym przekraczaniu wyznaczonych norm (na przykład wydobycia surowców). Pierwszymi stachanowcami byli z reguły robotnicy kierujący się dobrymi intencjami.
Ruch ten był prezentowany jako przejaw osobistego zaangażowania robotników w budowę socjalizmu. Pośrednio był wykorzystywany do ciągłego podnoszenia norm wydajności wszystkim robotnikom. Bardzo często na uzyskiwany wynik pracować musiała cała brygada, a nawet cały zakład, co powodowało dezorganizację pracy w zakładzie i faktycznie ją spowalniało. Stopniowo regułą stawało się, że stachanowcem mógł zostać tylko działacz partyjny – o tym, kto będzie przodownikiem pracy, decydowały odpowiednie gremia partyjne. Powodowało to konflikt między aktywistami partyjnymi i robotnikami. Za rekord aktywista dostawał premię, a robotnicy podwyższenie norm. Typową sytuacją było naliczanie rezultatów pracy całej grupy (na przykład brygady) na konto rekordzisty.
Ruch stachanowski istniał we wszystkich państwach bloku wschodniego oraz w Chińskiej Republice Ludowej i Koreańskiej Republice Ludowo-Demokratycznej.

## Przodownicy pracy w Polsce
W Polsce rolę wzorca do naśladowania w stachanowskim stylu przyjął w 1947 górnik Wincenty Pstrowski. Innymi równie znanymi przodownikami pracy byli Stanisław Sołdek, traser stoczniowy, Wanda Gościmińska, włókniarka z Łodzi, górnicy Wiktor Markiefka, Bernard Bugdoł i Franciszek Apryas oraz murarz Piotr Ożański z Nowej Huty. Przodownicą pracy w latach 50. XX wieku była też Anna Walentynowicz.

### Odznaki „Przodowników Pracy”
30 czerwca 1949 wprowadzono jako odznaczenia resortowe Odznakę „Przodownik Pracy” jako stopień niższy i Odznakę „Zasłużony Przodownik Pracy” jako stopień wyższy, które 14 lutego 1974 przemianowano na Odznakę „Przodownik Pracy Socjalistycznej” (srebrną) i Odznakę „Zasłużony Przodownik Pracy Socjalistycznej” (złotą). Przyznawane były osobom, które osiągały przodujące wyniki w pracy zawodowej, podnosiły swoje kwalifikacje, cieszyły się uznaniem załogi i miały co najmniej trzyletni staż pracy w przypadku niższego stopnia, a w przypadku wyższego stopnia musieli spełniać te same warunki oraz posiadać poprzedni stopień od co najmniej pięciu lat. Odznaki zostały zniesione w 1982.